# Чех, Бронислав
Бронислав Чех (пол. Bronisław Czech; 25 июля 1908, Закопане — 5 июня 1944, Аушвиц-Биркенау) — польский альпинист, лыжник, прыгун с трамплина, тренер сборной, член польского сопротивления.
Родился 25 июля 1908 года в Закопане. Талант молодого спортсмена проявился ещё в детстве в соревнованиях на кубок Корнеля Макушинского, в котором он одержал победу в возрасте 12 лет. С 16 лет учился в Швеции у тренера Вильяма Столпе и через 4 года стал чемпионом Польши.
Член олимпийской сборной команды Польши на Зимних Олимпиадах 1928-го, 1932-го и 1936-го годов.
24-кратный чемпион Польши в зимних видах спорта (в том числе, 4 раза выигрывал чемпионат Польши в прыжках с трамплина: 1928, 1929, 1931, 1934). В 1937—1939 годах был тренером сборной лыжников.
Во время Второй мировой войны был курьером польского сопротивления. В результате предательства был арестован гестапо 14 июня 1940 года. Погиб в лагере Аушвиц-Биркенау.
С 1978 года его имя носит Академия физкультуры в Кракове.